# Rupert Davies
Rupert Davies (Liverpool, 22 de maio de 1916 - Londres, 22 de novembro de 1976) foi um ator britânico. Ele é mais lembrado por interpretar o papel-título na adaptação de Maigret para a BBC na década de 1960, baseado livro de mesmo nome de Georges Simenon.

## Morte
Rupert morreu de câncer em Londres em 1976, deixando sua esposa, Jessica, e dois filhos, Timothy e Hoagan. Ele está enterrado no Cemitério Pistyll, perto de Nefyn, Gwynedd, País de Gales.